# سرسوسماری الیگاتوری
سرسوسماری الیگاتوری (نام علمی: Atractosteus spatula) نام یک گونه از سرده سرسوسماری‌های کارائیبی است.